# Іфігенія
Іфіге́нія (грец. Ιφιγένεια) — персонаж давньогрецької міфології з епічних переказів троянського циклу, дочка мікенського царя Агамемнона та Клітемнестри (варіант: Тесея та Єлени).

## Міфологія
Міфи розповідають, що Агамемнон, який готувався до походу на Трою, призначив Іфігенію в жертву богині Артеміді за успішне плавання. Мати Клітемнестра була проти і не змогла батькові цього пробачити. Однак, богиня врятувала дівчину від смерті, замінивши її на жертовнику ланню, перенесла в Тавриду (Крим) і зробила жрицею в своєму храмі. Чужоземців, що прибували до Тавриди, заколювали на вівтарі Артеміди. Згодом, брат Іфігенії Орест та його друг Пілад прибули до Тавриди за наказом оракула, щоб привезти звідти в Аттику зображення Артеміди Тавридської. Іфігенія впізнала брата, який відвіз її на батьківщину разом із статуєю Артеміди.

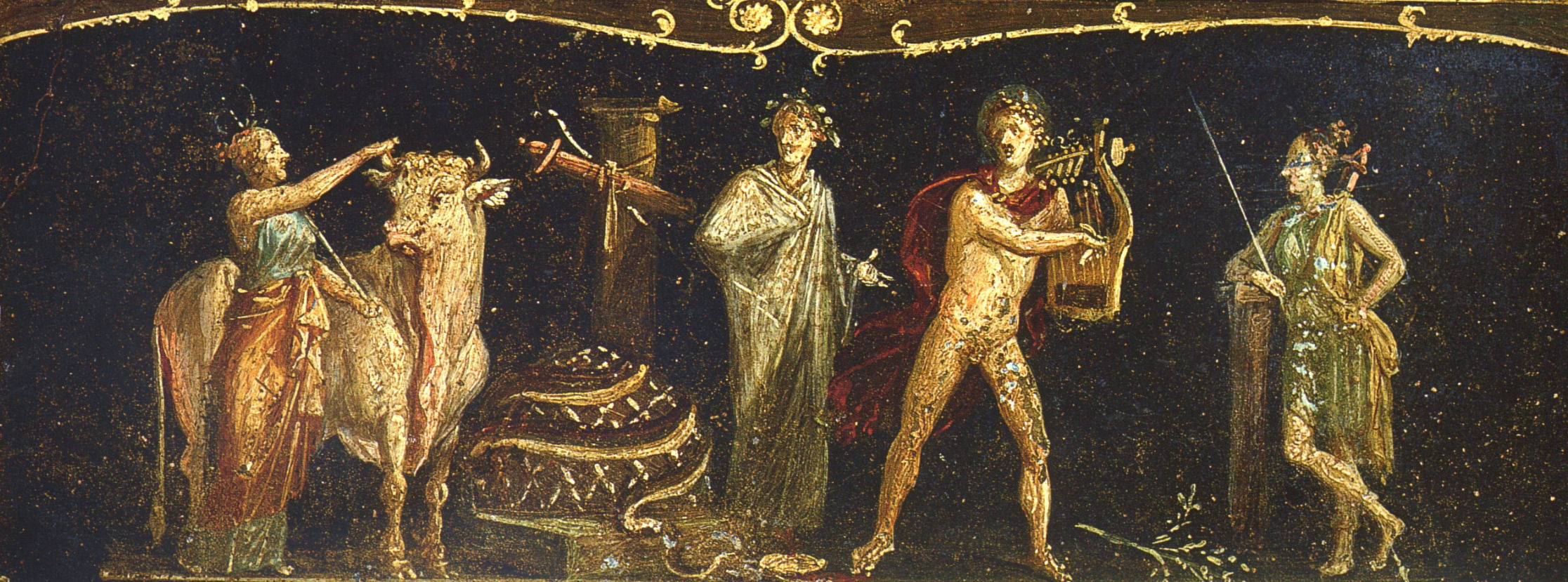
Іфгенія в Тавриді. Помпеї

Культ Іфігенії був тісно пов'язаний з культом Артеміди, і деякі міфологи твердять про їхню первісну тотожність. За Гесіодом, Іфігенія після смерті відродилася як Геката.

## У літературі
- Давньогрецький трагік Евріпід присвятив Іфігенії дві свої трагедії «Іфігенія в Тавриді» і «Іфігенія в Авліді». У них її змальовано героїчною жінкою-патріоткою, здатною на самопожертву заради батьківщини. Цей образ використали й письменники нової європейської літератури: Расін, Гете, Леся Українка; Кирило Стеценко написав оперу «Іфігенія в Тавриді».
- Леся Українка написала драматичну сцену «Іфігенія в Тавриді», у якій змалювала героїзм дівчини-патріотки, яка сміливо прийняла своє призначення померти на жертовнику «для слави Батьківщини», але повстає проти перспективи — на чужині «в безслав'ї тихо гаснути». Однак Іфігенія змиряється і відвертається від самогубства, адже якщо вона не покориться, то гнів Артеміди може принести нещастя рідному народу.